# Hitra cesta
Hitra cesta je tip ceste, namenjena za tranzitni promet oziroma promet na daljše razdalje. Običajno ima več prometnih pasov (dva fizično ločena za vsako smer vožnje) in dva ali več voznih pasov. Hitra cesta navadno nima odstavnega pasu. Ločilni pa je lahko ožji, lahko pa sta prometna pasova ločena le z dvojno polno črto ali dvojno odbojno ograjo.
Hitra cesta ima kontrolirane dostope, po možnosti izvennivojske priključke, križanja z drugimi komunikacijami so prav tako izvennivojska. 
Prometna oprema za hitro cesto se navadno razlikuje od tiste za avtocesto. Prav tako je rezervirana za motorni promet.
V Sloveniji je hitrostna omejitev na hitrih cestah 110 km/h.